# Tjitse Hofman
Tjitse Hofman (Assen, 14 april 1974) is een Nederlands dichter. Na verschillende losse publicaties verscheen zijn eerste gedichtenbundel in 1999. Zijn tweede bundel verscheen in 2003.
Hij is lid van het in 1994 opgerichte gezelschap De Dichters uit Epibreren, dat sinds 1998 bestaat uit Tjitse Hofman, Jan Klug en Bart FM Droog. Hofman ontving samen met dit gezelschap de Johnny van Doornprijs in 2003.